# Pyrestes rudis
Pyrestes rudis là một loài bọ cánh cứng trong họ Cerambycidae.